# 해들리 프레이저
해들리 프레이저(Hadley Fraser, 1980년 4월 21일 ~ )는 잉글랜드의 배우이자 음악가이다. 주로 뮤지컬 무대에서 활동하고 있다.

## 경력

### 연기
- 레미제라블 (2012년) - 국민위병 대장 역

### 음악
Sheytoons라는 밴드를 친구인 라민 카림루와 함께 활동하고 있다.